# Catephiona lichenea
Catephiona lichenea là một loài bướm đêm trong họ Noctuidae.